# And You Think You Know What Life's About
And You Think You Know What Life's About è il secondo album dei Dishwalla, pubblicato l'11 agosto 1998 da A&M Records.

## Tracce
1. Stay Awake
2. Once in a While
3. Bottom of the Floor
4. Healing Star
5. Until I Wake Up
6. 5 Star Day
7. Truth Serum
8. So Blind
9. Gone Upside Down
10. So Much Time
11. The Bridge Song
12. Pop Guru

## Formazione
- Scott Alexander:  basso, voce
- Rodney Browning-Cravens:  chitarra, voce
- George Pendergast:  batteria, voce
- J.R. Richards:  voce, chitarra, tastiere
- Jim Wood:  tastiere, voce
- Uncle Jake Richards: chitarra acustica seconda voce su The Bridge Song
- Peter Byck, Marc Waterman e David Young:  seconda voce su Bottom of the Floor